# Schienhammer
Schienhammer war die gängige Bezeichnung für einen Eisenhammer, in welchem als Halbzeug Schieneisen und Stabeisen sowie Deuchel für den Eisenhandel und die weitere Verarbeitung produziert wurde. Da in diesen Hammerwerken das Eisen mittels eines Hammers zu „Schieneisen“ ausgeschmiedet wurde, führten Eisenform und Hammer zu dem Namen eines derartigen Werkes. Die Bezeichnung Stabhammer wurde synonym verwendet.

## Produktions- und Handelsformen für Schieneisen
Schieneisen waren längliche rechteckige Barren. Für den Eisenhandel war es hilfreich, dass Schienen und Stäbe genormt waren. Nach den Regeln der Oberpfälzer Hammereinigung wogen 12 Schienen einen Amberger Zentner (61 kg), eine (Werk-)Schiene also etwa 5 kg; bei Radeisen gingen 15 bis 16 Schienen auf einen Zentner. Gehandelt wurde das Eisen nach:
- Pfund (1 Pfund bestand aus 240 Schienen, das sind ca. 1,22 t) und
- Schilling (1 Schilling = 30 Stück = ca. 150 kg).

Andere Bezeichnungen für eine Werkschiene waren zähe Schien, Zächschien oder Zächeisen. Das Radeisen sollte halb so schwer sein wie die Werkschiene. Daneben gab es noch das abbogen Eisen (auch Abbogen oder abbogen Schien genannt); das sind Werkschienen, die zur Qualitätsprüfung kalt gebogen worden sind. Restprodukte wurden als Trümmereisen in den Handel gebracht, wobei dieses zum Gewicht einer Werkschiene zusammengefasst wurde.
Beispielsweise lieferte der Grünhammer 1380 wöchentlich ½ Pfund Schieneisen, ebenso 1370 der Hammer in Rohrbach; der Hammer Schwarzenfeld brachte es 1538 auf eine Jahresproduktion von 60 Pfund Schieneisen (ca. 73 t), ebenso das Hammerwerk Loch. 
Auf jede Schiene und jeden Stab musste das Hammerzeichen gesetzt werden, damit konnte die Produktion und der Handel kontrolliert werden. Die Hammerzeichen waren geschützt.

## Erz und Holzkohle
Die Schienhämmer mussten mit Erz und Holzkohle beliefert werden. Nach Schätzungen mussten zu einem Hammerwerk jährlich 1,55 Pfund Bergfuder Erz geliefert werden (1 Pfund Bergfuder entspricht etwa 120 t). Zum Transport wurden zweirädrige Karren verwendet; diese konnten eine Wagenladung (= Fuder) von zwei Erzseideln laden. Ein Erzseidel war ein Hohlmaß und fasste ca. 120 Liter, was beim Erztransport etwa 280 kg entsprach. 
Zur Produktion von 100 kg Schieneisen (bzw. dem dabei auch anfallenden Deuchel) benötigte man auch 200 kg Meilerkohle; dies war eine hochwertige Holzkohle, die in einem Holzkohlenmeiler gewonnen wurde, im Unterschied zur Grubkohle (bisweilen auch Reisig- oder Astkohle genannt), die aus minderwertigen Holzsorten, z. B. Ästen, erzeugt und in Gruben gebrannt wurde. In den Hammerwerken von Wolfsbach und Leidersdorf wurden für die Erzeugung von 1 Zentner Schien- oder Deucheleisen etwa 25,5 Kubikfuß (1 Kubikfuß = 0,024859 m³, insgesamt also 0,6339045 m³) Meilerkohle und 42 Kubikfuß (das sind 1,044078 m³) Reisigkohle (Grubenkohle) verbraucht.

## Logistik

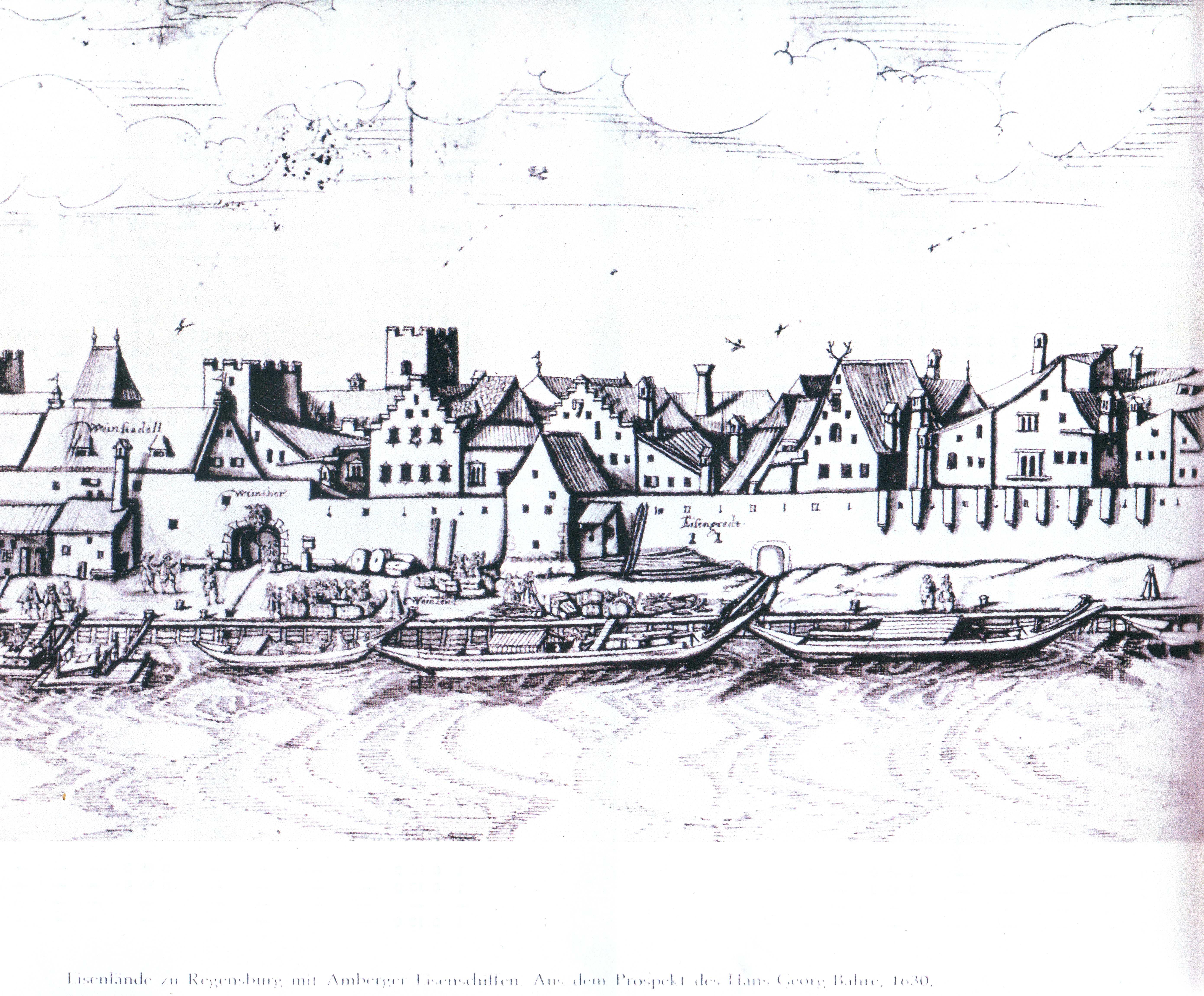
Eisenlände zu Regensburg mit Amberger Eisenschiffen, Prospekt des Hans Georg Bahre von 1630

Der Betrieb eines Schienhammers setzte beträchtliche logistische Leistungen voraus: In der Oberpfalz musste das Erz von den Erzgruben bei Amberg und Sulzbach auf Vils und Naab von den Schiffern (für  die Rückfahrt mussten auch „Schiffsreiter“ zum Ziehen der Schiffe zur Verfügung stehen) zu den Hammerwerken oder zu dem 64 km entfernten Stapelplatz nach Regensburg (der „Eisenlände“) gebracht werden, um dort nochmals umgeladen und auf dem Landweg zu den Hammerwerken an der Altmühl oder der Laaber gebracht zu werden. War an einen Hammer kein eisenverarbeitendes Werk angeschlossen (etwa ein Blech- oder Waffenhammer), so mussten die produzierten Stäbe und Schienen zu einem solchen gebracht werden. 
Für die Produktion der verschiedenen Arten von Holzkohle und die Beschaffung aus den umliegenden Wäldern mussten Holzfäller und Köhler gefunden (für die Oberpfalz wurde geschätzt, dass um 1609 1.100 Holzhauer und 1.460 Köhler mit ihren Familien beschäftigt waren) und wiederum Fuhrleute für den Transport gefunden werden. Schließlich musste das erzeugte Eisen zu den Handelsplätzen in Regensburg, Nürnberg oder Ulm gebracht werden. Es wird geschätzt, dass für die Oberpfalz 1609 etwa 78.000 Fuhren Erz zu bewältigen waren, wobei man 762 Gespanne einsetzen musste. Ebenso mussten 106.000 Fuhren Holzkohle bewältigt werden, für die 492 Fahrzeuge im  Dienst waren.
Hinzu kommt der allgemeine Fuhrbedarf für Bau- und Geschirrholz, den Lehm für Rennöfen und Löschfeuer, den Antransport von Kalk als Zuschlag und die Abfuhr von Schlacke; die Hammerwerke hatten hierfür ein bis zwei Fuhrknechte und einen „Nachgehbub“ angestellt. Auch in die Reparatur der Stauanlagen für die antreibenden Wasserräder musste investiert werden. Zu bedenken ist, dass die Straßen damals in keinem optimalen Zustand waren und das Transportwesen durch vielerlei Abgaben belastet war (z. B. die „Fallgebühr“ an die Hammerherren beim Passieren eines Hammerwerkes, „Weiherzins“ für die Nutzung gestauter Gewässer an den Landesherren, städtische Stapel- und Zollkosten).